# باغ عدن (فیلم ۲۰۰۸)
باغ عدن (به انگلیسی: The Garden of Eden) فیلمی محصول سال ۲۰۰۸ و به کارگردانی جان اروین است. در این فیلم بازیگرانی همچون مینا سوواری، جک هیوستون، کاترینا مورینو، ریچارد ئی. گرانت، متیو موداین و کارمن مائورا ایفای نقش کرده‌اند.